# Hercodera ivorensis
Hercodera ivorensis är en skalbaggsart som först beskrevs av Fuchs 1969.  Hercodera ivorensis ingår i släktet Hercodera och familjen långhorningar. Inga underarter finns listade i Catalogue of Life.